# Зерновое (Красногвардейский район)
Зерново́е (до 1948 года Яку́бовка; укр. Зернове, крымскотат. Yakubovka, Якубовка) — село в Красногвардейском районе Республики Крым, центр Зерновского сельского поселения (согласно административно-территориальному делению Украины — Зерновского сельского совета Автономной Республики Крым).

## Население
| 2001 | 2014  |
| ---- | ----- |
| 1383 | ↘1023 |

Всеукраинская перепись 2001 года показала следующее распределение по носителям языка
| Язык             | Процент |
| ---------------- | ------- |
| русский          | 70,57   |
| крымскотатарский | 16,78   |
| украинский       | 10,92   |
| другие           | 0,43    |

### Динамика численности
- 1915 год — 13/22 чел.[10][11]
- 1926 год — 36 чел.[12]
- 1989 год — 1389 чел.[13]
- 2001 год — 1383 чел.[14]
- 2014 год — 1023 чел.[15]

## Современное состояние
На 2017 год в Зерновом числится 23 улицы; на 2009 год, по данным сельсовета, село занимало площадь 71,7 гектаров на которой, в 396 дворах, проживало более 1,3 тысячи человек. В селе действуют средняя общеобразовательная школа, дом культуры, библиотека, отделение Почты России, фельдшерско-акушерский пункт. Село связано автобусным сообщением с райцентром и соседними населёнными пунктами.

## География
Зерновое — село в степном Крыму на юго-востоке района. Состоит из семнадцати улиц, высота над уровнем моря — 76 м. Соседние сёла: Найдёновка в 4 км на юг, Новоекатериновка в 5 км на северо-восток и Золотое в 6 км на юго-восток. Расстояние до райцентра — около 30 километров (по шоссе), там же ближайшая железнодорожная станция Урожайная. Транспортное сообщение осуществляется по региональной автодороге 35Н-259 длиной 3 км от шоссе 35Н-258 Красногвардейское — Новоекатериновка (по украинской классификации — С-0-10649).

## История
По доступным данным, хутор основан крымским немцем К.Я Рейбольдом в начале XX века и назван в память отца хозяина Якоба — Якубовкой. Впервые в доступных источниках встречается в Статистическом справочнике Таврической губернии. Ч.II-я. Статистический очерк, выпуск шестой Симферопольский уезд, 1915 год, согласно которому в экономии Якубовка К.Я Рейбольда Табулдинской волости Симферопольского уезда числилось 3 двора с немецким населением в количестве 13 человек приписных жителей и 22 — «посторонних».
После установления в Крыму Советской власти и учреждения 18 октября 1921 года Крымской АССР, в составе Симферопольского уезда был образован Биюк-Онларский район, в состав которого включили село. В 1922 году уезды получили название округов. 11 октября 1923 года, согласно постановлению ВЦИК, в административное деление Крымской АССР были внесены изменения, в результате которых был ликвидирован Биюк-Онларский район и село включили в состав Симферопольского. Согласно Списку населённых пунктов Крымской АССР по Всесоюзной переписи 17 декабря 1926 года, на хуторе Якубовка Табулдинского сельсовета Симферопольского района, числилось 7 дворов, все крестьянские, население составляло 26 человек. В национальном отношении учтено: 22 немца, 2 русских, 1 украинец и 1 татарин. Постановлением КрымЦИКа от 15 сентября 1930 года был вновь создан Биюк-Онларский район (указом Президиума Верховного Совета РСФСР № 621/6 от 14 декабря 1944 года переименованный в Октябрьский), теперь как национальный (лишённый статуса национального постановлением Оргбюро ЦК КПСС от 20 февраля 1939 года) немецкий, в который включили село. Постановлением Президиума КрымЦИКа «Об образовании новой административной территориальной сети Крымской АССР» от 26 января 1935 года был создан немецкий национальный Тельманский район (с 14 декабря 1944 года — Красногвардейский) и село включили в его состав.
Вскоре после начала Великой Отечественной войны, 18 августа 1941 года крымские немцы были выселены, сначала в Ставропольский край, а затем в Сибирь и северный Казахстан. После освобождения Крыма от фашистов, 12 августа 1944 года было принято постановление № ГОКО-6372с «О переселении колхозников в районы Крыма» по которому в район из областей Украины и России переселялись семьи колхозников, а в начале 1950-х годов последовала вторая волна переселенцев из различных областей Украины. С 25 июня 1946 года Якубовка в составе Крымской области РСФСР. Указом Президиума Верховного Совета РСФСР от 18 мая 1948 года, Якубовку переименовали в Зерновое. 26 апреля 1954 года Крымская область была передана из состава РСФСР в состав УССР. Время включения в Ровновский сельсовет пока не установлено: на 15 июня 1960 года село уже числилось в его составе. С 1976 года Зерновое — центр сельсовета. По данным переписи 1989 года в селе проживало 1389 человек. С 12 февраля 1991 года село в восстановленной Крымской АССР, 26 февраля 1992 года переименованной в Автономную Республику Крым. С 21 марта 2014 года в составе Крыма аннексировано Россией.